# Заремби-Боленди
Заремби-Боленди (пол. Zaręby-Bolędy) — село в Польщі, у гміні Анджеєво Островського повіту Мазовецького воєводства.
Населення — 105 осіб (2011).
У 1975-1998 роках село належало до Ломжинського воєводства.

## Демографія
Демографічна структура станом на 31 березня 2011 року:
|          | Загалом | Допрацездатний вік | Працездатний вік | Постпрацездатний вік |
| -------- | ------- | ------------------ | ---------------- | -------------------- |
| Чоловіки | 49      | 8                  | 35               | 6                    |
| Жінки    | 56      | 21                 | 20               | 15                   |
| Разом    | 105     | 29                 | 55               | 21                   |